# Борель, Феличе
Феличе Плачидо Борель (5 апреля 1914, Ницца-Монферрато — 21 февраля 1993, Турин) — итальянский футболист, нападающий. Чемпион мира 1934 года в составе сборной Италии. Сын футболиста Эрнесто Бореля и младший брат Альдо Бореля, поэтому часто отмечается в источниках как Борель II. Легенда туринского «Ювентуса», один из лучших бомбардиров команды в истории — 157 голов.

## Карьера игрока
В профессиональном футболе дебютировал в 1932 году, выступая за команду «Ювентус», в которой провёл девять сезонов, приняв участие в 206 матчах чемпионата. Большую часть времени, проведённого в составе «Ювентуса», был основным игроком атакующего звена команды. В составе «Ювентуса» был одним из главных бомбардиров команды, забивал в каждом втором матче первенства. За это время трижды завоёвывал титул чемпиона Италии, становился обладателем кубка Италии.
В 1941 перешёл в состав принципиального соперника «Юве», «Торино», но уже в следующем сезоне вернулся в родной клуб. В последние три года карьеры провёл лишь два матча: по одному за «Алессандрию» и «Наполи».
22 ноября 1933 года Борель дебютировал в сборной Италии в игре кубка Центральной Европы против Венгрии, и как нападающий забил единственный гол в том матче. Через месяц Борель сыграл ещё один матч турнира, против Швейцарии, его команда победила со счётом 5:2. В составе сборной был участником домашнего чемпионата мира 1934 года, сыграл в матче четвертьфинала, где Италия с минимальным счётом обыграла Испанию. В итоге вместе с командой он завоевал титул чемпиона мира.

## Карьера тренера
Начал тренерскую карьеру, ещё продолжая играть в поле, в 1942 году, возглавив тренерский штаб клуба «Ювентус».
В дальнейшем, в течение 1946—1949 годов возглавлял команды «Алессандрия» и «Наполи», в которых также находился в заявке как полевой игрок.
В 1958—1959 годах занимал должность технического директора клуба «Катанья».

## Достижения

### Командные
- Чемпион мира 1934 года
- Чемпион Италии: 1933, 1934, 1935
- Обладатель Кубка Италии: 1938

### Личные
- Лучший бомбардир чемпионата Италии: 1933, 1934
- Рекордсмен «Ювентуса» по количеству голов в сезоне: 36 голов

## Статистика
| Сезон           | Клуб            | Чемпионат | Чемпионат | Чемпионат |
| Сезон           | Клуб            | Серия     | Игры      | Голы      |
| --------------- | --------------- | --------- | --------- | --------- |
| 1932-33         | Ювентус         | A         | 28        | 29        |
| 1933-34         | Ювентус         | A         | 34        | 31        |
| 1934-35         | Ювентус         | A         | 29        | 13        |
| 1935-36         | Ювентус         | A         | 8         | 5         |
| 1936-37         | Ювентус         | A         | 26        | 17        |
| 1937-38         | Ювентус         | A         | 15        | 7         |
| 1938-39         | Ювентус         | A         | 19        | 1         |
| 1939-40         | Ювентус         | A         | 17        | 6         |
| 1940-41         | Ювентус         | A         | 30        | 8         |
| 1941-42         | Торино          | A         | 25        | 7         |
| 1942-43         | Ювентус         | A         | 25        | 7         |
| 1944            | Ювентус         | *         | 22        | 5         |
| 1945-46         | Ювентус         | *         | 28        | 12        |
| 1946-47         | Алессандрия     | A         | 1         | 0         |
| 1947-48         | Алессандрия     | A         | 0         | 0         |
| 1948-49         | Наполи          | B         | 1         | 0         |
| Всего           | Всего           |           | 286+22    | 143+5     |
| Всего в Серии А | Всего в Серии А |           | 257       | 131       |